# 레드 제플린
레드 제플린(Led Zeppelin)은 1968년 런던에서 결성된 영국의 록 밴드이다. 1970년대에 세계적으로 큰 인기를 끌었던 그룹이며, 대중 매체에 상대적으로 노출을 많이 하지 않았음에도 불구하고 앨범 판매량과 콘서트 관객 동원 수로 지속적인 기록을 세웠다. 해체된 지 40년이 넘은 지금도 전 세계적으로 지속적인 앨범 판매와 영향력을 과시하고 있다. 미국 내 앨범 판매량만으로도 1억 장을 넘는다.
1960년대 후반, 블루스에 기반을 둔 하드 록 열풍이 불고 있었는데, 레드 제플린은 이를 한층 더 강화하여 헤비메탈이라는 장르가 발전하게 되는 데에 큰 기여를 했다. 또, 폭넓은 음악성과 화려한 용모, 섬세함을 겸비한 음악은 열광적인 팬들을 만들었다.
레드 제플린의 등장 이전에는 따라 부르기 쉬운 노래가 들어간 싱글 앨범을 발매하고, 라디오나 텔레비전을 통해 스타가 되는 것이 일반적이었다. 그러나 레드 제플린이 영국에서 발매한 싱글 앨범은 1979년의 《Fool in the Rain》한 장뿐이었고, 텔레비전 출연 횟수도 적었다. 작은 클럽이나 대학 무대에서의 활약이 소문으로 전해져 큰 인기를 끌어갔던 것이다. 지금도 부틀렉 음반이나 부틀렉 영상이 전 세계적으로 가장 많이 팔리고 있는 밴드이다. 현재 세계적으로 약 3억 장의 음반을 팔아치웠다.

## 역사
지미 페이지는 1944년 영국에서 태어나 10대부터 기타를 연주하기 시작했다. 계속적인 음악 활동을 하던 그는 로버트 플랜트, 존 폴 존스, 존 본햄과 함께 1968년 레드 제플린을 출범시켰다.
1969년 데뷔앨범 《Led Zeppelin》을 발표하여 〈Good Time-Bad Tim－es〉와 대곡 〈Dazed And Confused〉, 발라드 〈Babe I'm Gonna Leave You〉 등을 히트시켰다. 같은 해 미국으로 건너가 두 번째 앨범 《Led Zeppelin Ⅱ》를 내놓아 〈Whole Lotta Love〉 등을 히트시켰다. 1970년 《Led Zeppelin Ⅲ》을 발표하여 히트곡 〈Immigrant Song〉을 내었다. 1971년 《Led Zeppelin Ⅳ》를 발표하여 평론가들로부터 극찬을 받았으며, 그 중 점층적인 기타 사운드가 뛰어난 〈Stairway To Heaven〉은 70년대 걸작품의 하나로 인정받았고, 경쾌한 〈Black Dog〉과 록의 찬가 〈Rock And Roll〉 등이 히트했다. 1975년 《Physical Graffiti》를 더블앨범으로 내놓아 〈Trampled Under Foot〉와 대곡 〈Kashmir〉를 히트시켰다. 1979년 9집 《In Through The Out Door》를 발표하여 발라드 〈All My Love〉와 〈Fool In The Rain〉을 히트시켰다. 그러나 1980년 존 본햄의 사망으로 그룹은 해산하였다.
2006년 폴라음악상을 수상하였다.

## 구성원
- 지미 페이지(Jimmy Page) - 기타
- 로버트 플랜트(Robert Plant) - 리드 보컬, 하모니카
- 존 본햄(John Bonham) - 드럼
- 존 폴 존스(John Paul Jones) - 베이스, 키보드, 만돌린

## 표절 논란
한국에는 그동안 잘 알려지지 않은 얘기였지만, 레드 제플린은 락뮤직 역사상 가장 많은 표절 의혹을 받았던 뮤지션이기도 하다. 그중 여러 곡들의 경우 원곡자들 측에서 소송을 걸려 하면 레드 제플린 측이 표절을 사실상 인정하여 크레딧 수정, 저작권료 배분 등의 합의로 무마시키곤 했다.
하지만, 블루스는 락의 전신이 되는 음악이라서 당시에는 블루스 곡들을 그대로 가져오는 게 관행처럼 여겨졌었고 우리가 아는 많은 락밴드들이 이 같은 일을 해왔다. 게다가 블루스는 구전되는 음악이라서 표절이라고 할 수 없고 샘플링이나 개작이라고 해야 옳다는 팬들도 많다.
하지만 블루스란 장르는 표절이 허용된다는 식의 위와 같은 변명은 열성 팬들의 옹호일 뿐, 타당성이 떨어지는 무리한 주장이다. 당대에 역시 블루스에 기반한 락음악을 했던 롤링 스톤스, 크림, 지미 헨드릭스, 도어즈, 재니스 조플린, 밴 모리슨(사실 이들뿐 아니라 당시 6·70년대 대부분의 락뮤지션들은 블루스에 영향을 받은 음악을 했었다) 등의 뮤지션들은 표절 시비 곡이 거의 없는 반면에 유독 레드 제플린은 표절 곡들이 유난히 많았던 것을 보면, 블루스에 영향을 받은 록 음악엔 표절이 관행적이었다는 물타기성 주장은 타당성이 떨어진다고 할 수 있기 때문이다.
그리고 위엔 블루스만 언급이 됐는데, 레드 제플린의 표절곡들은 그 원곡들이 블루스 뿐 아니라 로커빌리 등 여러 장르에 걸쳐 있다.

## 음반 목록

### 정규 음반
- 1969년 - ‘Led Zeppelin’
- 1969년 - ‘Led Zeppelin II’
- 1970년 - ‘Led Zeppelin III’
- 1971년 - ‘Led Zeppelin IV’
- 1973년 - ‘Houses of the Holy’
- 1975년 - ‘Physical Graffiti’
- 1976년 - ‘Presence’
- 1976년 - ‘The Song Remains the Same’
- 1979년 - ‘In Through the Out Door’
- 1982년 - ‘Coda’

### 라이브 음반
- 1976년 - ‘The Song Remains the Same’
- 1997년 - ‘BBC Sessions’
- 2003년 - ‘How the West Was Won’

### 컴필레이션 음반
- 1990년 - ‘Remasters’
- 1990년 - ‘Profiled’
- 1990년 - ‘Boxed Set’
- 1993년 - ‘Boxed Set 2’
- 1993년 - ‘The Complete Studio Recordings’
- 1999년 - ‘Early Days: The Best of Led Zeppelin Volume One’
- 2000년 - ‘Latter Days: The Best of Led Zeppelin Volume Two’

## 트리뷰트 밴드
- 제프 세션 - 헝가리
- 부트 레드 제플린 - 영국
- 프레드 제플린 - 영국
- 레드 제프 투 - 영국
- 렛츠 제프 - 영국
- 스테어웨이 투 제플린 - 영국
- 홀 라터 레드 - 영국
- 스테어웨이 디나인드 - 미국
- 레즈 제플린 - 미국
- 하트브레이커 - 미국
- 인 더 라이트 - 미국
- 레드 제파게인 - 미국
- 조소 - 미국
- 드레드 제플린 - 미국